# Gaúcha do Norte
Gaúcha do Norte é um município brasileiro do estado de Mato Grosso. Localiza-se no norte matrogrossense, distando 675 km de Cuiabá, a capital do estado. Ocupa uma área de 16 908,375 km², e sua população no censo de 2022 do Instituto Brasileiro de Geografia e Estatística era de 8.642 habitantes, sendo o 78.º município mais populoso do estado.
A sede tem uma temperatura média anual de 24 ºC. O seu Índice de Desenvolvimento Humano (IDH) foi inferido em 0,615 no ano de 2010, considerado como médio pelo Programa das Nações Unidas para o Desenvolvimento (PNUD). Seu Produto Interno Bruto (PIB) foi estimado em R$ 1,290 bilhão no ano de 2021. O PIB per capita era o 14.º maior do estado e o 84.º do país no mesmo ano. O setor primário é predominante na economia local, correspondendo a aproximadamente 75% do valor adicionado bruto. Em 2010, a taxa de atividade econômica era de 52,16% entre os maiores de dezoito anos, enquanto o salário médio em 2021 foi de 2,7 salários mínimos.
O município de Gaúcha do Norte tem sua origem ligada à Colonizadora Gaúcha, empresa do Paraná que adquiriu uma vasta área de terras em Mato Grosso. Inicialmente era chamado de "Gleba Gaúcha". Em 30 de novembro de 1981, foi criado o distrito de Gaúcha do Norte, posteriormente elevado à categoria de município em 1995.

## História
O nome do município faz alusão à Colonizadora Gaúcha, uma empresa responsável pelo povoamento da região. A empresa era proveniente de Cascavel, no Paraná, onde mantinha uma rede de lojas denominada Casa Gaúcha. Ao diversificar seus negócios, a empresa adquiriu uma vasta área de terras no estado de Mato Grosso, a qual passou a ser chamada de "Gleba Gaúcha." No ano de 1979, as vendas de lotes urbanos e rurais atingiu seu ápice.
As dificuldades vivenciadas pelos primeiros residentes incluía o clima e ecossistema, aos quais não estavam acostumados. Além disso, o escoamento das safras era prejudicado pela inexistência de estradas vicinais.
Em 30 de novembro de 1981, a Lei Estadual n.º 4.406 criou o distrito de Gaúcha do Norte, pertencente ao município de Paranatinga. Foi elevado à categoria de município com a denominação de Gaúcha do Norte, por intermédio da Lei Estadual n.º 6686, de 17 de novembro de 1995.

## Geografia

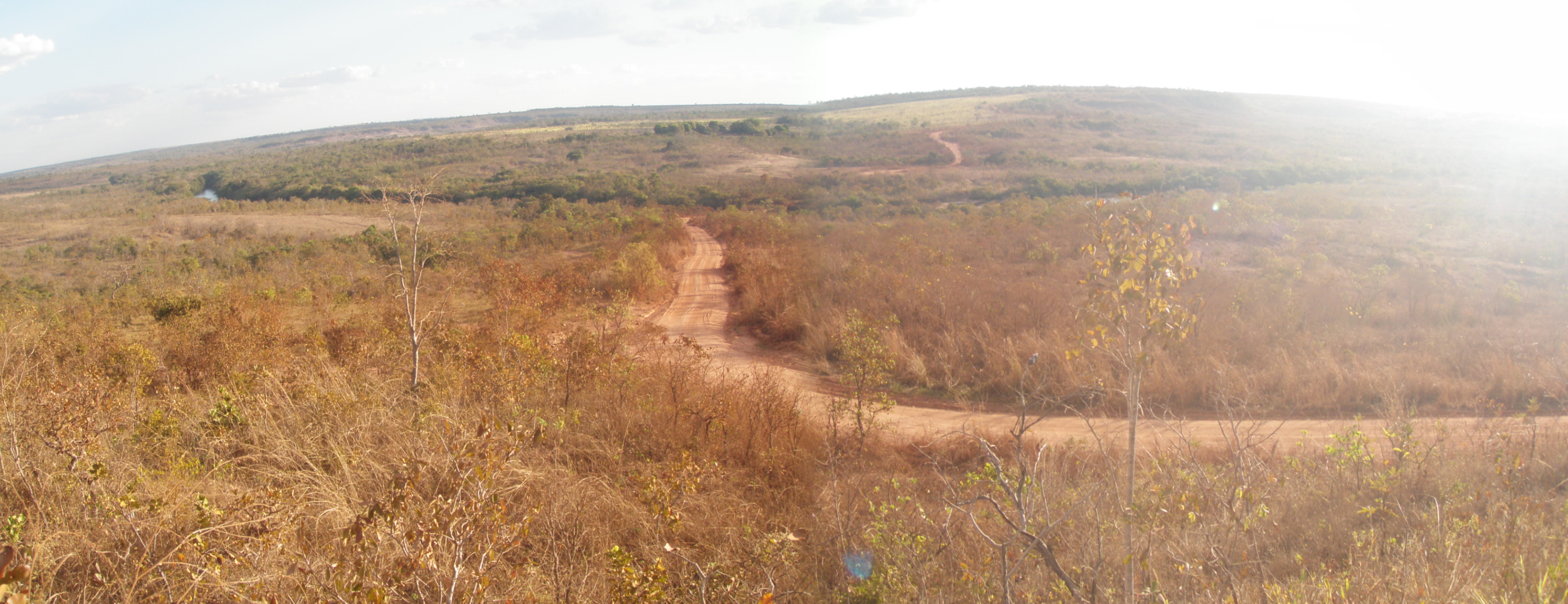
Monte Vale Rio Batovi

O município está localizado na região norte do estado de Mato Grosso, estando distante a 575 quilômetros de Cuiabá, capital estadual. Situa-se a 13º14'51" de latitude sul e 53º5'14" de longitude oeste. Com uma área de 16.908,375 km², limita-se com os municípios de Mato Grosso (norte), Querência (norte), Paranatinga (sul e oeste), Canarana (leste) e Campinápolis (sul). De acordo com a divisão do Instituto Brasileiro de Geografia e Estatística, pertence às Regiões Geográficas Intermediária de Barra do Garças e Imediata de Água Boa.
A altitude média do município é de 346 metros acima do nível do mar, com mínima de 275 metros e máxima de 555 metros. O território é composto 84% pelo bioma Amazônia e 16% pelo bioma Cerrado. O clima é equatorial quente e úmido, com temperatura média anual de 24°C. Com índice de pluviosidade anual de 2.250 mm, a intensidade máxima ocorre nos meses de janeiro, fevereiro e março. Pertence à bacia hidrográfica do Amazonas.

## Demografia
Em 2022, a população do município foi contada pelo Instituto Brasileiro de Geografia e Estatística em 8.642 habitantes. Dos 142 municípios de Mato Grosso, era o 78.º mais populoso. De acordo com o censo daquele ano, 4.443 (51,41%) habitantes eram homens e 4.199 (48,59%) mulheres.
Conforme a pesquisa de autodeclaração do censo do IBGE de 2022, a população era composta por 3.128 pardos (36,2%), 2.556 brancos (29,6%), 2.457 indígenas (28,4%), 496 pretos (5,7%) e 2 amarelos (0,02%). Em relação à pirâmide etária, 5.677 (65,69%) pessoas tinham entre 15 a 64 anos da idade, 2.527 (29,24%) menos de 15 anos e 438 (5,06%) mais de 65 anos. Não haviam centenários no município.
O município possui 37 aldeias indígenas com etnias distintas, contabilizando aproximadamente 511 famílias. A maior parte do Parque Indígena do Xingu localiza-se em Gaúcha do Norte.
O Índice de Desenvolvimento Humano Municipal (IDH-M) de Gaúcha do Norte, de 0,615 em 2010, era considerado médio pelo Programa das Nações Unidas para o Desenvolvimento (PNUD). O mesmo indicador havia sido apurado em 0,510 em 2000. Considerando-se apenas o índice de educação, o valor é de 0,418, sendo o de longevidade 0,847 e o de renda 0,658. O coeficiente de Gini, que mede a desigualdade social, era de 0,67, sendo que 1,00 é o pior número e 0,00 é o melhor. A taxa de mortalidade infantil era de 14,20 e a expectativa de vida era de 75,79 anos.

## Política e administração
O Poder Executivo do município é chefiado pelo prefeito, auxiliado por seis secretários. Desde janeiro de 2021, o executivo é comandado por Voney Rodrigues Goulart, enquanto o vice-prefeito é Mauro Junges. Ambos foram eleitos em novembro de 2020 com 2.049 votos (57,41%).
O Poder Legislativo é representado pela Câmara Municipal de Vereadores, formada por nove vereadores. O legislativo é dirigido pelo presidente, o qual compõe a mesa diretora juntamente com o vice-presidente e dois secretários. Cabe à casa elaborar e votar leis fundamentais à administração e ao Executivo, além de fiscalizá-lo.
O município é jurisdicionado pela Comarca de Paranatinga. Em junho de 2023, o Tribunal de Justiça do Estado de Mato Grosso inaugurou um posto avançado de atendimento no município.
Na política nacional, Jair Bolsonaro (PL) obteve 2.757 votos (68,50%) no segundo turno da eleição presidencial de 2022, superando o presidente eleito Luiz Inácio Lula da Silva, o qual recebeu 1.268 votos (31,50%). Para o governo de Mato Grosso, Mauro Mendes (UNIÃO) angariou 2.961 votos (82,94%), enquanto Wellington Fagundes (PL) conseguiu 1.510 votos (44,39%).
| Ano  | Eleitorado | Candidato eleito       | Votos - %      | Segundo colocado        | Votos - %      | Outros      | Votos brancos e nulos |
| ---- | ---------- | ---------------------- | -------------- | ----------------------- | -------------- | ----------- | --------------------- |
| 2020 | 4.974      | Voney Goiano - MDB     | 2.049 - 57,41% | Valmir Wessner - PRTB   | 1.520 - 42,59% | -           | 150 - 4,04%           |
| 2016 | 4.704      | Voney Goiano - SD      | 1.850 - 52,35% | Marinho - DEM           | 1.409 - 39,87% | 275 - 7,78% | 194 - 5,20%           |
| 2012 | 4.146      | Nilson Alessio - DEM   | 1.974 - 63,33% | Jandira - PSD           | 1.272 - 36,67% | -           | 216 - 6,48%           |
| 2008 | 3.884      | Nilson Alessio - DEM   | 1.737 - 59,42% | Edson Wegner - PR       | 1.186 - 40,58% | -           | 233 - 7,38%           |
| 2004 | 3.280      | Edson Wegner - PL      | 1.453 - 56,54% | Luiz da Silva - PPS     | 1.026 - 39,92% | 91 - 3,54%  | 130 - 4,81%           |
| 2000 | 2.262      | Almirante Gomes - PSDB | 1.182 - 64,45% | Antônio da Silva - PMDB | 652 - 35,55%   | -           | 89 - 4,62%            |

| Ano  | Eleitorado | Primeiro colocado                | Votos - %      | Segundo colocado               | Votos - %      | Outros     | Votos brancos e nulos |
| ---- | ---------- | -------------------------------- | -------------- | ------------------------------ | -------------- | ---------- | --------------------- |
| 2022 | 5.410      | Jair Bolsonaro - PL              | 2.757 - 68,50% | Luiz Inácio Lula da Silva - PT | 1.268 - 31,50% | -          | 54 - 1,32%            |
| 2018 | 4.928      | Jair Bolsonaro - PSL             | 2.173 - 66,51% | Fernando Haddad - PT           | 1.094 - 33,49% | -          | 97 - 2,88%            |
| 2014 | 4.132      | Aécio Neves - PSDB               | 2.239 - 84,81% | Dilma Rousseff - PT            | 401 - 15,19%   | -          | 81 - 2,98%            |
| 2010 | 3.939      | José Serra - PSDB                | 1.468 - 60,36% | Dilma Rousseff - PT            | 964 - 39,64%   | -          | 91 - 3,61%            |
| 2006 | 3.406      | Geraldo Alckmin - PSDB           | 1.561 - 65,89% | Luiz Inácio Lula da Silva - PT | 808 - 34,11%   | -          | 66 - 2,71%            |
| 2002 | 2.396      | José Serra - PSDB                | 877 - 54,74%   | Luiz Inácio Lula da Silva - PT | 725 - 45,26%   | -          | 69 - 4,13%            |
| 1998 | 1.717      | Fernando Henrique Cardoso - PSDB | 835 - 82,18%   | Luiz Inácio Lula da Silva - PT | 116 - 11,42%   | 65 - 6,40% | 174 - 14,66%          |

## Economia

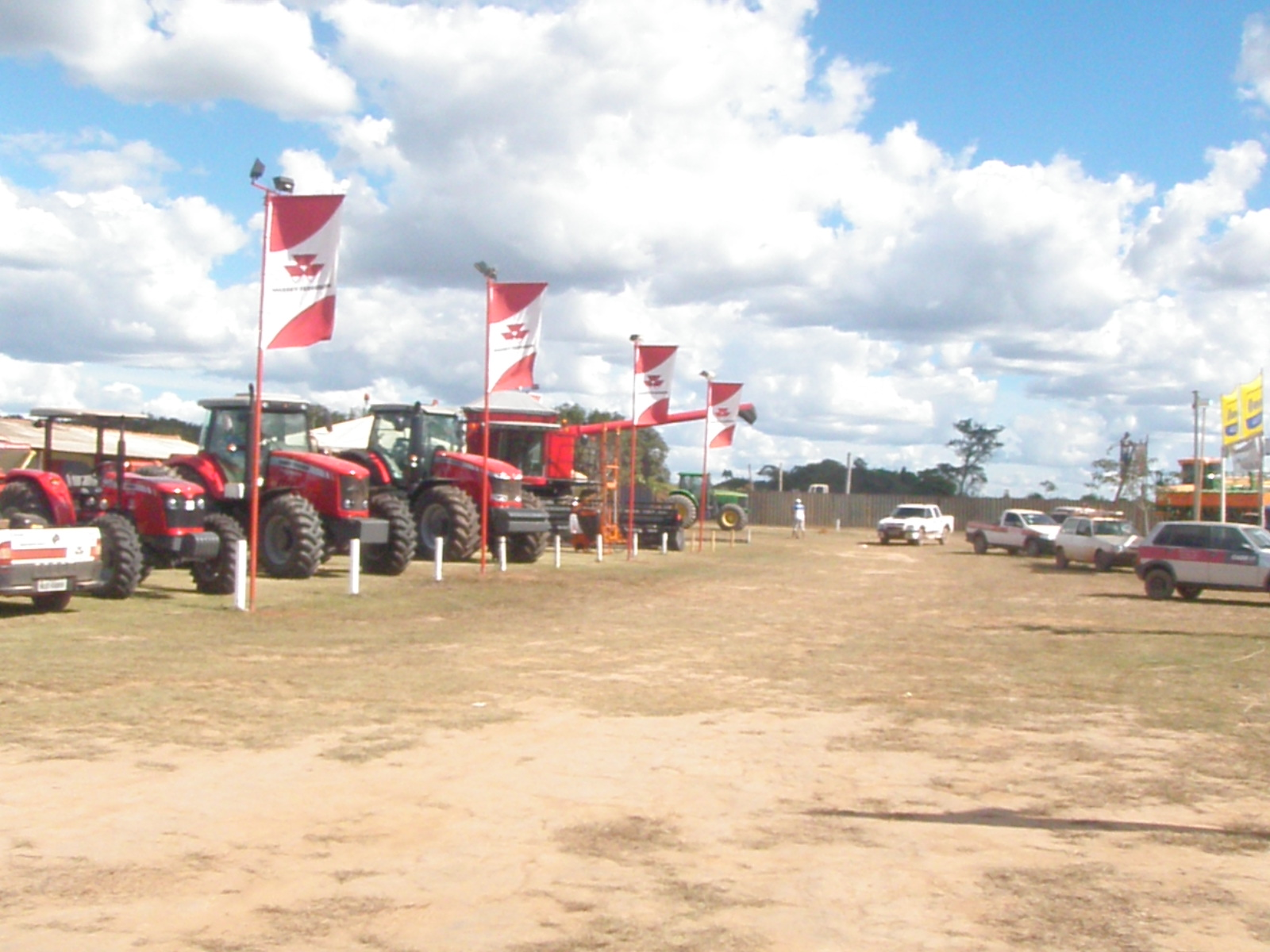
Feira agropecuária

O Produto Interno Bruto (PIB) de Porto dos Gaúchos foi estimado em R$ 1,290 bilhão no ano de 2021. Era o 40.º município com maior PIB do estado de Mato Grosso e o 863.º do Brasil. O PIB per capita era de R$ 163.138,13, o 14.º maior do estado e 84.º do país.
O setor primário é o mais relevante para a economia municipal. O valor adicionado bruto da agropecuária era de R$ 970,654 milhões no ano de 2021.
O valor adicionado bruto da indústria era de R$ 29,121 milhões, no mesmo ano.
O setor da administração pública participava com 5,3% do valor adicionado bruto e dos serviços com 13,5%. Em 2014, existiam 117 microempreendedores individuais, 221 microempresas e oito empresas de pequeno porte.
Em 2010, 52,16% da população maior de dezoito anos era economicamente ativa, enquanto a taxa de desocupação era de 2,00%. O salário médio foi aferido em 2,7 salários mínimos no ano de 2021.
Em 2017, as receitas orçamentárias do município eram de R$ 54,560 milhões, enquanto os gastos orçamentários somavam R$ 30,792 milhões.